# Juan Carlos Belgrano
Juan Carlos Belgrano y Martínez (Pelotas, 11 de julio de 1848 - París, 12 de julio de 1911) fue un abogado, juez y político argentino nacido en Brasil, que asumió como gobernador de la provincia de Buenos Aires durante la revolución de 1893.

## Biografía
Era sobrino del poeta y dramaturgo Manuel Belgrano Cabral y nieto del teniente coronel José Gregorio Belgrano, quien fue hermano del general Manuel Belgrano. Sus padres (Juan Francisco Estanislao Belgrano Cabral y Carolina Zacarías Martínez) habían huido al Brasil durante el gobierno de Juan Manuel de Rosas y regresaron con el niño a Buenos Aires tras la batalla de Caseros. Estudió en el Colegio Nacional de Buenos Aires, donde se destacó como poeta, publicando sus obras el diario de su amigo Juan Chassaing. También tradujo obras del inglés y del francés para su publicación en los periódicos de la época.
Cursó sus estudios en la Universidad de Buenos Aires, donde se doctoró en jurisprudencia en 1872, con una tesis sobre el gobierno representativo y la soberanía del pueblo. Fue nombrado juez en lo civil en los tribunales de Mercedes, que tenían jurisdicción sobre todo el centro y el oeste de la provincia de Buenos Aires, y en 1875 fue nombrado juez del fuero civil en la Capital.
Tras un breve viaje a Europa fue elegido diputado provincial, en 1878, asumiendo poco después la presidencia de esa cámara. Pertenecía al Partido Nacional, dirigido por Bartolomé Mitre.
En 1890 participó en la Revolución del Parque, y al año siguiente se unió a la Unión Cívica Radical; fue nombrado vicepresidente del Comité Provincia de Buenos Aires. Tuvo una participación importante en la organización de la revolución de 1893, acompañando a Hipólito Yrigoyen a partir del estallido de la misma, que ocurrió simultáneamente en más de treinta ciudades. Se instaló el cuartel central en Temperley, donde el Comité de la Provincia se reunió en asamblea permanente el 7 de agosto. Tras reunir 7000 hombres en Temperley, Yrigoyen envió el grueso de las tropas a La Plata, ciudad que fue ocupada el día 8; el Comité eligió, por mayoría de los presentes, a Juan Carlos Belgrano para que fuera el gobernador revolucionario de la provincia.
Juró el cargo en la mañana del 9 de agosto; si bien efímero, fue el primer gobernante que tuvo la Unión Cívica Radical. Designó a Abel Pardo Ministro de Gobierno, José de Apellaniz de Hacienda y a Marcelo T. de Alvear de Obras Públicas. En su discurso de asunción afirmó:

Mi programa es breve: hacer que la constitución y leyes sean realidades palpables y tangibles. Vengo afiliado a un partido político; declaro que con él gobernaré, y lo declaro así porque son para mi radicales todos aquellos que anhelan comicios libres, pureza en el manejo de los tesoros públicos y entienden que los empleos no son moneda para pagar complacencias o complicidades. El nombre que llevo es tradición en la tierra argentina. Ofrézcale como prenda de la sinceridad de mis palabras en esta hora solemne de nuestra vida.

Las únicas medidas administrativas que alcanzó a tomar estuvieron orientadas a reorganizar el Banco de la Provincia de Buenos Aires y el Banco Hipotecario de Buenos Aires.
Ante la pasividad del presidente Luis Sáenz Peña, su antecesor Carlos Pellegrini logró hacer aprobar en pocas horas la intervención federal de la provincia de Buenos Aires y envió tropas a aplastar la revolución. Cuando las fuerzas al mando de Ramón L. Falcón iniciaron su ataque sobre Temperley, éstas se rindieron por falta de apoyo en la capital del país, donde ni Aristóbulo del Valle no tuvo la fuerza necesaria para forzar la renuncia del presidente. Tras la rendición de su ejército, Belgrano no opuso resistencia y entregó el poder al interventor Eduardo Olivera; fue arrestado, pero recuperó la libertad poco después.
Fue elegido diputado en 1894, aunque renunció a asumir su banca. Poco después se trasladó a Europa, residiendo el resto de su vida en París. En 1901 fue nombrado representante por su país a un congreso de representantes reunido en Bruselas.
Falleció en París a mediados de 1911. Previo a ello, contrajo matrimonio con Flora Vega y Belgrano, quien era hija de Manuela Mónica Belgrano y Helguero y nieta del general Manuel Belgrano.